# Dressman Kemasuodei
Dressman Kemasuodee Kemasuodei (ur. 12 marca 1994) – nigeryjska zapaśniczka walcząca w stylu wolnym. Złota medalistka mistrzostw Afryki w 2017. Mistrzyni Wspólnoty Narodów w 2017 roku.